# Llengües totonaques
Les llengües totonaques o totonaco-tepehues són una família lingüística de Mesoamèrica formada per unes set llengües. És parlat pels indígenes totonaques, que habiten en la sierra Madre Oriental entre els estats mexicans de Puebla i Veracruz, principalment. La comunitat lingüística del totonaca arriba als 200 mil parlants, que la converteixen en una de les més àmplies de Mèxic. Encara que els primers estudis classificatoris de les llengües indígenes mexicanes situaven a aquest idioma com a part de la família maia (com en el cas de Manuel Orozco y Berra), les recerques més recents han demostrat que l'evidència que sustenta aquesta hipòtesi és molt pobra, raó per la qual ha passat a constituir una família separada amb el tepehua.

## Classificació

### Llengües de la família
Encara que normalment es considera que la família totonaca està conformada per dues llengües diferents—totonaca i tepehua--, cadascuna d'aquestes llengües pot ser considerada com una família de dialectes que no sempre són mútuament intel·ligibles. La següent classificació comença a ser més àmpliament acceptada.
- Totonaca
  - Totonaca de Papantla
  - Totonaca del centre-nord
  - Totonaca del centre-sud
  - Totonaca de Misantla
- Tepehua
  - Tepehua de Tlachichilco
  - Tepehua de Huehuetla
  - Tepehua de Pisaflores

Com a moltes llengües indígenes de Mèxic, les llengües totonaques han estat reemplaçats lentament pel castellà. No obstant això, la varietat misanteca del totonaca és la que es troba en major perill de desaparèixer. Els altres idiomes continuen sent parlats en diverses comunitats dels estats de Pobla, Veracruz, Hidalgo i San Luis Potosí.

### Relació amb altres llengües
No s'han pogut mostrar parentius clars amb llengües d'altres famílies. Encara que alguns autors consideren prometedores algunes poques evidències que ho relacionen amb les llengües maies i les llengües mixezoque, en el context de la hipòtesi macromaia. Aquesta hipòtesi va ser proposada per Norman McQuown (1942) i examinada per L. Campbell i Terrence Kaufmann que van considerar que les dades de McQuown no recolzaven el parentiu. Posteriorment Campbell ha examinat nova evidència i considera possible l'existència d'un parentiu llunyà.

## Característiques comunes
El treball comparatiu sobre les llengües totonaca-tepuehues va començar a mitjan segle xx, quan Arana (1953) va reconstruir el sistema fonològic del proto-totonacatepehua sobre la base de 68 cognats pertanyents a tres variants de totonaca i una de tepehua. Per a la gramàtica o la sintaxi, encara en 2005 no es comptava amb cap reconstrucció completa, i han estat Levy (2001) i Mackay & Trechsel (2003) els primers intents comparatius en el nivell morfosintàctic.

### Fonologia
Existeixen algunes variacions entre els repertoris de fonemes dels dialectes tepehua i totonaca. No obstant això, en les taules següents es presenta el repertori fonètic del proto-totonaca, tal com va ser reconstruït per Arana (1953); repertori que pot ser considerat com prototípic d'aquesta família lingüística.
L'inventari consonàntic del proto-totonacatepehua reconstruït és el següent:
|            | Labial | Alveolar | Palatal | Velar | Uvular | Glotal |
| ---------- | ------ | -------- | ------- | ----- | ------ | ------ |
| Oclusives  | *p     | *t       |         | *k    | *q     |        |
| Fricatives |        | *s, *ɬ   | *š      | *x    |        | *h     |
| Africades  |        | *¢, *ƛ   | *č      |       |        |        |
| Aproximant | *w     | *l       | *y      |       |        |        |
| Nasals     | *m     | *n       |         |       |        |        |

Els signes /š, č, ¢, ƛ, y/ estan presos de l'alfabet fonètic americanista i equivalen als signes AFI /ʃ, ʧ, ʦ, tɬ, j/.
El sistema vocàlic està format per tres timbres vocàlics /i, a, o/. Cadascun d'aquests timbres vocàlics pot aparèixer com a vocal laringalitzada o no-laringalitzada, i com llarga o breu. L'inventari de vocals breus és per tant:
|          | Anteriors | Anteriors | Centrals | Centrals | Posteriors | Posteriors |
| laring.  | normal    | laring.   | normal   | laring.  | normal     |            |
| -------- | --------- | --------- | -------- | -------- | ---------- | ---------- |
| Tancades | *ḭ        | *i        |          |          | *ṵ         | *u         |
| Obertes  |           |           | *a̰       | *a       |            |            |

### Gramàtica
Igual que altres idiomes indígenes d'Amèrica, les llengües totonaques són altament aglutinants i polisintètiques. A més, presenten diverses característiques pròpies de les llengües agrupades en l'àrea lingüística mesoamericana, com la preferència pel verb inicial en l'ordre sintàctic i l'ús extensiu de lexemes relacionats amb parts del cos en les construccions metafòriques i locatives.
Dos trets distintius dels idiomes totonaques són esmentats detalladament a baix. El primer, la construcció comitativa; el segon, la incorporació metafòrica del cos en la parla. Els exemples següents corresponen al totonaca de Misantla, però poden il·lustrar processos oposats en totes les varietats totonaques.

#### Construcció comitativa
Un tret tipològic inusual en altres llengües, però particular de la morfologia totonaca és el fet que el verb pot sofrir inflexions per més d'un subjecte. Per exemple, el verb córrer pot ser modificat al mateix temps amb afixs corresponents a la primera i segona persona, donant com a significat "corro amb tu" o "corres amb mi".
iklaatsaa'layaa'n.
/ik- laː- tsa̰ːla -yaː -. ̰ -na/
1a PERSONA - COMITATIU- córrer -IMPERFET -2a PERSONA -COMITATIU
'Tu i jo correm'

### Comparació lèxica
Els numerals en diferents varietats totonaca-tepehues són:
| GLOSSA | Tepehua    | Tepehua    | Tepehua      | Totonaca    | Totonaca   | PROTO-TT  |
| GLOSSA | Huehuetla  | Pisaflores | Tlachichilco | Alto Necaxa | Misantla   | PROTO-TT  |
| ------ | ---------- | ---------- | ------------ | ----------- | ---------- | --------- |
| '1'    | laqatam    | tam        | tawm         | a̰ʔtín       | tun        | *tum      |
| '2'    | laqatˀui   | tˀui       | tˀui         | a̰ʔtúː       | maːtṵ́ʔ     | *tˀṵ(i)   |
| '3'    | laqatˀutu  | tˀutu      | tˀútu        | a̰ʔtuːtún    | maːatún    | *tˀutu(n) |
| '4'    | laqatˀatˀɪ | tˀaːtˀi    | tˀáːtˀi      | a̰ʔtáːtḭ     | maːtá̰ːt    | *tá̰ːti    |
| '5'    | laqakis    | kiːs       | kiːs         | a̰ʔki¢ís     | maːkí¢is   | *ki¢is    |
| '6'    | laqačašan  | čášan      | čášan        | a̰ʔčašán     | maːčaːšán  | *čaːšan   |
| '7'    | laqatuhun  | tuhún      | tuhún        | a̰ʔtoxón     | maːtuhún   | *tuhún    |
| '8'    | laqa¢ˀahin | ¢ahín      | ¢ahín        | a̰ʔ¢ayán     | maː¢iyán   | *¢ayán    |
| '9'    | laqanaha¢  | naháː¢i    | naháː¢i      | a̰ʔnaxáː¢a   | maːnaháː¢a | *naháː¢-  |
| '10'   | laqakau    | kaw        | kaw          | a̰ʔkauxtí    | maːkaːwi   | *káːwi    |
Els signes /¢,č/ de l'alfabet fonètic americanista són els equivalents dels símbols de l'Alfabet Fonètic Internacional /ʦ,ʧ/.